# Egyházashetye, Vas
Egyházashetye  este un sat în districtul Celldömölk, județul Vas, Ungaria, având o populație de 344 de locuitori (2011). 

## Demografie
Componența etnică a satului Egyházashetye
     Maghiari (98,65%)
     Germani (1,35%)
Componența confesională a satului Egyházashetye
     Romano-catolici (54,94%)
     Luterani (17,73%)
     Fără religie (3,2%)
     Necunoscută (23,26%)
     Reformați (0,87%)
     Alte religii (1,16%)
Conform recensământului din 2011, satul Egyházashetye avea 344 de locuitori. Din punct de vedere etnic, majoritatea locuitorilor (98,65%) erau maghiari, cu o minoritate de germani (1,35%).  Din punct de vedere confesional, majoritatea locuitorilor (54,94%) erau romano-catolici, existând și minorități de luterani (17,73%) și persoane fără religie (3,2%). Pentru 23,26% din locuitori nu este cunoscută apartenența confesională.